# Álvaro García de Zúñiga
Pour les articles homonymes, voir García et Zúñiga.
Alvaro García de Zúñiga (né à Montevideo en 1958 et mort le 23 avril 2014 à Lisbonne) est un écrivain, auteur, réalisateur et compositeur d'origine uruguayenne et de nationalité portugaise.
Formé essentiellement en musique, élève de Norbert Brainin et Sergio Prieto (violon) et de Roque de Pedro (composition) peu à peu le théâtre musical le mène vers le théâtre tout court et, à partir de là, à tous les autres domaines de la littérature, puis à la mise en scène et à la réalisation cinématographique et radiophonique.
Marié avec Teresa Albuquerque, ils fondent blablalab, un « laboratoire de langages » dans lequel ils travaillent dans la production d’œuvres difficiles à étiqueter, car elles se situent dans une sorte de terrain vague, comme « Pièce à conviction », pour soprano, saxophoniste et femme jalouse ; ou « Exercices de frustration », un "filmtheatre" qui part de l’installation plastique, tout en passant par la projection cinématographique comme élément dramaturgique, et fini par une très courte et poétique pièce de théâtre de Gherasim Luca (« Qui Suis-je ? »).

## Œuvres

### Poésie et Prose
- Actueur
- s/t
- Déchets
- Peaux et Scies
- Lit, ratures
- Érections

### Théâtre
- "Théâtre impossible Teatro impossivel" (1998).
- "Lecture d'un texte pour le théâtre" (1998)
- "Sur Scène et Marne" (1998)
- "O teatro é puro Cinema" (1999).
- "Pièce à Conviction" (2004)
- "Exercices de Frustration" avec Léopold von Verschuer. 2006.

### Musique
- Chansons bio i-logiques sans additifs
- 3 petrarqueries lisztées liftées réliftées
- Hors jeu
- Quelque huit saccages allégorithmés
- Pièce à conviction

### Cinéma et Vidéo
- Comme réalisateur
  - Le palais de Santos (1999).
  - Um dia na vida court-métrage (2000).
  - As Batalhas documentaire (2001, DVD sorti en 2003)
  - "Léopold von Verschueur sous surveillance" court-métrage (2002)

### Radio
- "Manuel" œuvre radiophonique en trois parties. Production Studio Akustische Kunst. WDR3. (2003/2004)
- "Pièce à Conviction" - version radiophonique (2007)

### Œuvres éditées
- Théâtre Impossible Teatro Impossível  – Ed. Acarte/Gulbenkian, Lisbonne  1998. Bilingue (fr. –port.)
- A Finger for a Nose  – Entertainment Co. Ed. Entertainment Co., Oeiras 2000. Bilingue (port. – engl.)
- OmU / Théâtre Impossible – Ed. sat-lx-Plano 9, Lisbonne 2002. Bilingue (français – allemand)
- Dechet  – NRF. Gallimard. Paris 2004.
- Juegos de estética, juegos de guerra : especificidad y comunicación, texte du colloque « Jogos de guerra, jogos de estética ». Ed. Colibri / FCFA Lisbonne 2005
- MANUEL, extraits de la partition de la pièce radiophonique, Mutantes, Magazine d’Arts et Littérature, Lisbonne 2005
- ACTUEUR, Ed. sat-lx-Plano 9, Lisbonne 2006
- s/t, Ed. sat-lx-Plano 9, Lisbonne 2006